# Incidente del B-2 Spirit dell'USAF del 2008
Il 23 febbraio 2008, lo Spirit of Kansas, un bombardiere stealth B-2 Spirit dell'Aeronautica degli Stati Uniti, si schiantò sulla pista pochi istanti dopo il decollo dalla Base Aeronautica di Andersen a Guam. L'aereo andò distrutto, ma entrambi i membri dell'equipaggio si eiettarono con successo. L'incidente segnò la prima perdita operativa di un bombardiere B-2 e al 2025 rimane l'unica. Con una perdita stimata di 1,4 miliardi di dollari, considerando solo il costo dell'aereo, è stato anche l'incidente aereo più costoso della storia.

## L'incidente

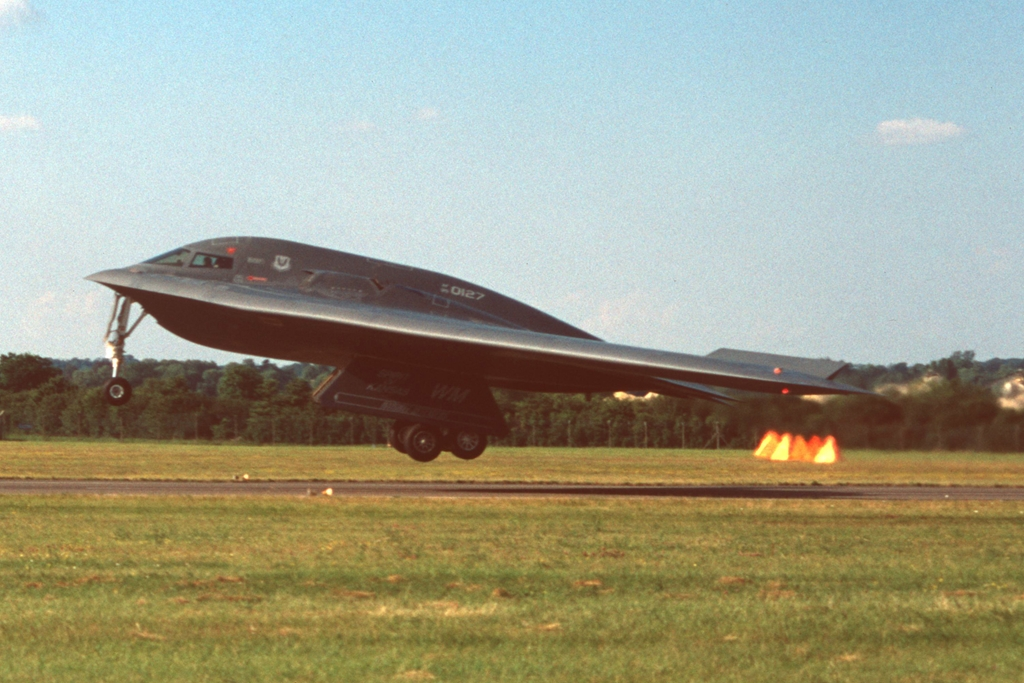
89-0127 Spirit of Kansas, il Northrop Grumman B-2 Spirit dell'USAF coinvolto nell'incidente, visto il 19 luglio 1997.

Il 23 febbraio 2008, un B-2 si schiantò sulla pista poco dopo il decollo dalla Base Aeronautica di Andersen a Guam. Lo schianto dello Spirit of Kansas, 89-0127, che era stato operato dal 393rd Bomb Squadron, 509th Bomb Wing, Whiteman Air Force Base, Missouri, e che aveva registrato 5 100 ore di volo, fu il primo incidente di un B-2.
L'equipaggio di due ufficiali (il maggiore Ryan Link e il capitano Justin Grieve) non fu in grado di controllare il bombardiere e quando una delle sue estremità alari entrò in contatto con il suolo, si eiettarono e sopravvissero allo schianto. L'aereo andò distrutto, una perdita totale stimata in 1,4 miliardi di dollari. Ciò equivale a 1,89 miliardi di dollari nel 2022.
Secondo l'Air Force Times, una rivista dell'industria privata, a bordo non c'erano munizioni. Il rapporto della commissione sugli incidenti dell'Air Combat Command afferma che "materiale classificato" era stato caricato sul bombardiere la mattina in cui l'aereo stava tornando alla base aeronautica di Whiteman "dopo un dispiegamento di quattro mesi a sostegno della continua presenza di bombardieri delle Forze Aeree del Pacifico".
All'ospedale navale di Guam, un pilota venne valutato e dimesso, mentre il secondo venne ricoverato in ospedale. Un B-2 già in volo fu richiamato ad Andersen dopo l'incidente, dove insieme agli altri B-2 rimasero a terra fino al completamento delle indagini iniziali sull'incidente. Sei Boeing B‑52 del 96th Bomb Squadron, 2nd Bomb Wing presso la Base Aeronautica di Barksdale, Louisiana, furono schierati per sostituire i B‑2.
Il comandante del 509th Bomb Wing, Brig. Il generale Garrett Harencak sospese temporaneamente le operazioni di volo per tutti i 20 B-2 rimanenti per rivedere le procedure. Harencak definì la sospensione una "pausa di sicurezza" e affermò che i B-2 avrebbero ripreso a volare se chiamati per operazioni immediate. La flotta di B-2 tornò in volo il 15 aprile 2008.

## L'indagine
I risultati dell'indagine affermarono che il B-2 si era schiantato dopo che "forti piogge sferzanti" avevano causato l'ingresso di umidità nei sensori dei dati dell'aria. I dati provenienti dai sensori vengono utilizzati per calcolare numerosi fattori tra cui la velocità e l'altitudine. Poiché tre trasduttori di pressione non funzionavano, attribuibile alla condensa all'interno dei dispositivi, non a un errore di manutenzione, i computer di controllo di volo calcolavano l'angolo di attacco e la velocità dell'aereo in modo impreciso. Dati errati sulla velocità sui display della cabina di pilotaggio portarono l'aereo a ruotare 12 nodi (22 km/h) più lentamente di quanto indicato. Dopo che le ruote si sollevarono dalla pista, causando il passaggio del sistema di controllo di volo allo stato different control laws, l'angolo di attacco negativo erroneamente rilevato fece sì che i computer iniettassero un improvviso beccheggio di 30 gradi di 1,6 g, non comandato. La combinazione della bassa velocità di decollo e dell'estremo angolo di attacco, con la conseguente resistenza, provocarono uno stallo, un'imbardata e una discesa irrecuperabili. Entrambi i membri dell'equipaggio si eiettarono con successo dall'aereo subito dopo che la punta dell'ala sinistra iniziò a scavare il terreno lungo la pista. L'aereo colpì il suolo, cadde e bruciò dopo che il carburante si accese.

## Nella cultura di massa
Lo schianto dello Spirit of Kansas è apparso nella stagione 22 della serie di documentari canadesi Indagini ad alta quota, nell'episodio intitolato "La caduta dell'aereo invisibile".